# Enrique Marin
Pour les articles homonymes, voir Marin.
Enrique Marin ou Enrique Marin Munoz, né le 15 décembre 1935 à Séville en Espagne et mort le 9 février 2020 à Auxerre en France, est un peintre, graveur, sculpteur et céramiste espagnol actif en France.

## Biographie
Enrique Marin est formé à l'École d'arts et métiers de Séville, puis à l'École des beaux-arts de Paris, où il travaille notamment dans les ateliers du lithographe René Jaudon, du peintre Pierre-Eugène Clairin et des graveurs Jean-Eugène Bersier et Lucien Coutaud.
Il s'installe à Paris à partir de 1958, séjourne fréquemment en Bretagne. Il réside à Auxerre en Bourgogne,, où il crée en 1976 un atelier de gravure.
En 1985 il réalise dans les ateliers de la faïencerie Keraluc à Quimper une série de céramiques en faïence.
Il expose régulièrement en France, en Espagne et en Italie, dans des galeries ou des musées.
Il meurt à Auxerre le 9 février 2020.

## Principales expositions
- 1965, 1966 et 1971, Paris, galerie Anne Colin[2].
- 1977, Saint-Omer, musée de l'hôtel Sandelin[6].
- 1982, Madrid, Bibliothèque nationale.
- 1983, Milan, Bibliothèque communale, Palazzo Sormani.
- 1995, Séville, Fundación El Monte[7].
- 2001, Quimper, Musée de la faïence[8].
- 2003-2004, Beaune, Musée des beaux-arts[2].
- 2010-2011, Sens, musée, et Auxerre, abbaye Saint-Germain[9],[10].
- 2013, Quimperlé, galerie Le Présidial[11].
- 2018, Parly, Centre d’Art Graphique de la Métairie Bruyère[12].

## Œuvres

### Œuvres en collection publique
- Discours, peinture sur bois, 1980, Auxerre, Musée Saint-Germain[2].
- Le somnambule, estampe, 1985, Nantes, Musée des beaux-arts [13].
- Céramiques au Musée départemental breton de Quimper : deux plats (Femme à la colombe et Minotaure, deux vases (Fest noz et Le lieutenant), une boîte (Couple de Bretons)[14].
- Cheval cabré, sculpture, Sens, musée.

### Livres illustrés et livres d'artistes
- Voltaire, Romans et contes, Paris, Nouvelle librairie de France, 1965-1966 : 4 vol., illustrés de 35 bois gravés hors-texte.
- Miguel de Cervantes (trad. Jean Cassou), Rinconete et Cortadillo ; L'Illustre laveuse de vaisselle, Paris, Les Centraux bibliophiles, 1970 : illustré de 18 gravures. Tirage limité à 125 exemplaires numérotés[15].
- Juan Ramón Jiménez (trad. Claude Couffon), Platero et moi, Paris, Société des Francs-Bibliophiles, 1970 : illustré de 18 gravures sur cuivre en noir et camaieu ; tirage limité à 175 exemplaires numérotés sur vélin de Lana[16].
- Enrique Marin : cinq empreintes, Auxerre, 1985 : 5 feuillets aquarellés sous emboîtage ; introduction de Jean-Luc Mercié ; tirage limité à 110 exemplaires numérotés et signés, dont 6 hors-commerce et 4 exemplaires de collaborateurs.